# Dasyvalgus gilleti
Dasyvalgus gilleti är en skalbaggsart som beskrevs av Moser 1906. Dasyvalgus gilleti ingår i släktet Dasyvalgus och familjen Cetoniidae. Inga underarter finns listade i Catalogue of Life.